# Le otto montagne
Le otto montagne è un romanzo di Paolo Cognetti, pubblicato da Einaudi l'8 novembre 2016. Nel 2017 il libro ha vinto il Premio Strega ed è stato tradotto in 35 lingue.
Il romanzo è diviso in tre parti: Montagna d'infanzia, che racconta la nascita dell'amicizia tra Pietro e Bruno; La casa della riconciliazione, dove i due amici costruiscono insieme una baita in alta montagna; Inverno di un amico, che narra l'allontanamento tra i due amici ormai adulti e ciò che succede in baita. 

## Storia editoriale
Tra i numerosi riconoscimenti ottenuti dal libro si ricordano:
- 2017 Premio Strega, Premio Strega giovani,[1] Premio ITAS del Libro di Montagna - categoria narrativa,[4] Prix Médicis étranger[5] e English Pen Translates Award[6]
- 2018 Prix François Sommer[7]

## Trama
La famiglia di Pietro vive a Milano e d'estate si sposta a Grana, toponimo ispirato alla versione in patois brussonin Gran-a del nome ufficiale in francese del villaggio di Graines, nel comune di Brusson, in Valle d'Aosta, benché questi riferimenti non siano chiaramente confermati nel racconto. Il padre di Pietro è un appassionato alpinista e trasmette al figlio la sua passione per la montagna. A Grana, Pietro conosce Bruno, un ragazzo di una famiglia di allevatori del paese. Tra i due si sviluppa una profonda amicizia e Bruno viene aiutato dalla madre di Pietro nel suo percorso scolastico, che si interrompe però alla fine della scuola dell'obbligo per l'opposizione della famiglia del ragazzo al proseguimento degli studi.
Nel corso dell'adolescenza ognuno dei due amici farà la propria vita: Bruno lavorando come allevatore e poi muratore in Valle d'Aosta, Pietro studiando a Milano e trasferendosi poi a Torino, troncando il rapporto col padre per lavorare nel campo dei documentari. Pietro, alla morte di suo padre, riceve in eredità un piccolo terreno in alta montagna con i ruderi di una baita, si riavvicina a Bruno e ricostruisce l'edificio insieme all'amico durante l'estate.
Una volta terminato il lavoro Bruno conosce una ex-fidanzata di Pietro originaria di una vallata alpina, Lara, della quale si innamora. I due vanno a vivere insieme nell'alpeggio che Bruno ha nel frattempo cominciato a gestire e mettono al mondo una figlia. Nel frattempo Pietro si allontana per lunghi periodi dall'Italia per girare documentari e fare volontariato in Nepal, scoprendo il fascino della cultura locale e delle montagne himalayane. Negli anni successivi, nonostante gli sforzi di Bruno e di Lara, la loro azienda sarà travolta dai debiti e i due si separeranno, e Lara con la figlia tornerà a vivere nel paese di origine della madre. Pietro cercherà di sostenere Bruno, che ormai si trova profondamente turbato e per questo si isola nella baita ricostruita dai due. Il libro si conclude con la presunta morte di Bruno sotto una valanga.

## Temi principali
Le otto montagne viene considerato un romanzo di formazione; nel libro compaiono i temi del rapporto padre-figlio, dell'amicizia virile, dell'infanzia e della montagna, con quest'ultima che risulta assoluta protagonista dell'opera. Un altro tema di notevole importanza è la diversa natura che ha l'attrazione per la montagna nella generazione di Pietro, che nel corso della narrazione scopre l'arrampicata sportiva, e in quella di suo padre, legata all'alpinismo classico.

## Opere derivate
Nel 2022 ne è stato tratto un film omonimo di produzione italo-belga-francese, con protagonisti Luca Marinelli nel ruolo di Pietro ed Alessandro Borghi in quello di Bruno. Diretto da Felix Van Groeningen e Charlotte Vandermeersch, è stato presentato in concorso al 75º Festival di Cannes dove ha vinto il Premio della giuria.

## Edizioni
- (IT) Paolo Cognetti, Le otto montagne, collana Supercoralli, Torino, Einaudi, 2016,  pp. pp. 208, ISBN 9788806226725.
- (IT) Paolo Cognetti, Le otto montagne, collana Super ET, Torino, Einaudi, 2018,  pp. pp. 208, ISBN 9788806239831.
- (FR) Paolo Cognetti, Les huit montagnes, collana Le livre de poche, Anita Rochedy (traduzione), Parigi, Stock, 2017,  pp. pp. 288, ISBN 9782253073871.
- (EN) Paolo Cognetti, The Eight Mountains: A Novel, Simon Carnell e Erica Segre (traduzione), New York, Atria books, 2018,  pp. pp., ISBN 9781501169885.
- (ES) Paolo Cognetti, Las ocho montañas, César Palma Hunt (traduzione), Barcellona, Literatura RandomHouse, 2018,  pp. pp. 240, ISBN 9788439734123.